# Georges Jobé
Georges Jobé   (Retinne, Fléron, 6 de gener de 1961 - Brussel·les, 19 de desembre de 2012) fou un pilot de motocròs belga, guanyador de tres Campionats del Món de motocròs en la categoria dels 500cc i dos en 250cc. Al seu palmarès -el tercer millor en la història del motocròs a data de 2010, rere els de Stefan Everts i Joël Robert- hi destaquen sengles victòries amb l'equip belga al Motocross i el Trophée des Nations de 1980, nou campionats de Bèlgica i un d'Itàlia.

## Biografia
Georges era el petit de quatre germans, d'entre els quals Claude fou pilot oficial d'OSSA i de Montesa durant la dècada de 1970 (tot i que no destacà especialment en competició internacional). Des de petit, Georges l'acompanyava en els seus desplaçaments per tot Europa quan corria els Grans Premis, encomanant-se de la seva passió pel motocròs. A l'edat de vuit anys va provar una mini-moto i es va estavellar contra un mur, decidint dedicar-se al futbol durant un temps. Més endavant, el 1971, disputà a Farciennes la seva primera cursa de motocròs, i a onze anys corregué el seu primer campionat complet (gairebé tot centrat a la regió de Charleroi) guanyant-ne 30 de les 35 curses.
Malgrat la prohibició de les curses infantils el 1972, Jobé continuà practicant prop de casa i el 1974 competí als Països Baixos, prop de Maastricht.
A catorze anys estrenà una 250 cc i l'any següent, 1976, guanyà una desena de curses corrent com a aficionat a Limburg. El maig disputà la seva primera cursa a Valònia en categoria Senior. El 1977, a setze anys, abandonà el futbol tot i tenir-hi perspectives d'èxit i obtingué una llicència de la FMB (Federació de Motociclisme Belga), arribant a guanyar tretze curses en 250 cc fins que el va fitxar Claude Reynaerts, conegut com a Monsieur Montesa. Pilotant la motocicleta catalana guanyà el Campionat de Bèlgica de 250 cc en categoria Júnior i el 1978 en categoria Nacional.

### Debut internacional (1978)
El 1978, a només 17 anys, començà la seva carrera internacional destacant aviat pel seu talent. El 1979, amb la Montesa Cappra assolí el cinquè lloc en una mànega del GP de Bèlgica, a Genk i aviat el seu nom sonà com un dels més prometedors. El 1980, només dos anys després i ja com a oficial de Suzuki, Jobé va guanyar el seu primer campionat del món en 250 cc amb gran superioritat, revalidant-lo el 1983.
A partir de 1984 competí en la cilindrada dels 500 cc, guanyant-hi el primer campionat l'any 1987 de forma notable, ja que ho feu pilotant una Honda CR500 privada (sense suport oficial) mentre els seus màxims rivals eren tots pilots oficials d'Honda, Kawasaki o KTM.
El 1988, ja coronat campió dels 250 i els 500 cc, competí en la categoria dels 125 cc mirant de ser el primer pilot a aconseguir la "Triple Corona" (títols mundials en 125, 250 i 500 cc) sense poder, però, aconseguir-ho mai. Se li va avançar Eric Geboers, qui hi reeixí aquell mateix any tot guanyant el mundial de 500 cc (anteriorment ja havia conquerit els de 125 i 250 cc).

### Retirada de les curses (1993)
Un cop acabada la temporada de 1992 decidí de retirar-se, però seguí vinculat al motocròs tot fundant el 1994 el Jobé racing Team des del qual donà suport a pilots de primera línia.
Entre el 2000 i el 2002 Georges Jobé organitzà Grans Premis del campionat d'Europa i del Món de motocròs (a Spa-Francorchamps i al seu circuit del Bidlot, a Retinne). Després se n'anà a Qatar per tal d'organitzar-hi el primer Qatar MX Cup, prova que aplegava els millors competidors del mundial, en un circuit entre les dunes.
Tornà a organitzar la prova de Francorchamps el 2003 i de seguida la segona MX Cup a Qatar, amb participació de Joël Smets, Johan Boonen, Andrea Bartolini, Marc De Reuver i Sébastien Pourcel entre d'altres. Aquesta cursa aviat se situà com una "clàssica" de la pre-temporada.
El 2006 el fitxà KTM com a mànager del seu equip oficial, encarregant-se de pilots guanyadors com ara Mickael Pichon i Sébastien Tortelli.

### Accident i defunció (2007-2012)
El 7 de desembre del 2007, mentre entrenava un grup de nois a les dunes de Dubai, Jobé caigué amb tan mala sort que es va trencar l'estèrnum, cinc vèrtebres i se li va comprimir la medul·la espinal. Aquestes greus lesions el deixaren gairebé tetraplègic quatre mesos, amb seriosos dubtes dels metges sobre les seves possibilitats de recuperació. Malgrat tot, Jobé anà recuperant mobilitat, aconseguint amb esforç mantenir-se dret. Li quedaren, però, greus seqüeles a causa de la lesió de medul·la. Durant el seu procés de rehabilitació, manifestà que no tornaria a entrenar nois en motocròs i que li agradaria ajudar persones que es trobessin en la seva mateixa situació.
Després de quatre anys d'intensa rehabilitació, Jobé aconseguí recuperar la seva força i va tornar a poder caminar i anar en bicicleta. Tanmateix, el 2011 se li diagnosticà una leucèmia, malaltia que posà fi a la seva vida el 19 de desembre de 2012, a l'edat de 51 anys.

## Una imatge famosa
Jobé era famós per una anècdota esdevinguda durant el Gran Premi de Gran Bretanya de 1984, disputat al Circuit de Hawkstone Park, a Shropshire. Aquell any, el circuit incloïa un gran "doble salt" (anys abans que aquesta mena de salts fos habitual als principals circuits de motocròs). Uns pocs competidors gosaven provar de passar tots dos salts en un durant els entrenaments, però no pas durant la cursa; Tanmateix, a la segona mànega del Gran Premi Jobé va avançar el seu rival André Malherbe fent el doble d'una tacada, saltant literalment per sobre de Malherbe en el procés.
El fotògraf Nick Haskell va capturar el moment i la foto de Jobé volant sobre Malherbe, amb el públic aclamant-lo, ha esdevingut una de les imatges més emblemàtiques del motocròs.

## Palmarès[8]
| Any          | Motocicleta  | Campionat del Món | Campionat del Món | Campionat del Món | Per equips | Per equips | C. de Bèlgica | C. de Bèlgica | C. de Bèlgica | C. d'Itàlia | Total |
| Any          | Motocicleta  | 500cc             | 250cc             | 125cc             | MXDN       | Trophée    | 500cc         | 250cc         | 125cc         | C. d'Itàlia | Total |
| ------------ | ------------ | ----------------- | ----------------- | ----------------- | ---------- | ---------- | ------------- | ------------- | ------------- | ----------- | ----- |
| 1977         | Montesa      | -                 | -                 | -                 |            |            |               | 1r Júnior     |               |             | 1     |
| 1978         | Montesa      | -                 | -                 | -                 |            |            |               | 1r Nal.       |               |             | 1     |
| 1979         | Suzuki       | -                 | 7è                | -                 |            |            |               |               |               |             | -     |
| 1980         | Suzuki       | -                 | 1r                | -                 | 1r         | 1r         |               | 1r            |               |             | 4     |
| 1981         | Suzuki       | -                 | 2n                | -                 |            |            |               | 1r            |               |             | 1     |
| 1982         | Suzuki       | -                 | 2n                | -                 |            |            |               | 1r            |               |             | 1     |
| 1983         | Suzuki       | -                 | 1r                | -                 |            |            |               | 1r            |               |             | 2     |
| 1984         | Kawasaki     | 2n                | -                 | -                 |            |            | 1r            |               |               |             | 1     |
| 1985         | Kawasaki     | 4t                | -                 | -                 |            |            |               |               |               |             | -     |
| 1986         | Kawasaki     | 4t                | -                 | -                 |            |            |               |               |               | 1r          | 1     |
| 1987         | Honda        | 1r                | -                 | -                 |            |            |               |               |               |             | 1     |
| 1988         | Honda        | -                 | -                 | 10è               |            |            |               |               | 1r            |             | 1     |
| 1989         | Honda        | 6è                | -                 | -                 |            |            | 1r            |               |               |             | 1     |
| 1990         | Honda        | 14è               | -                 | -                 |            |            |               |               |               |             | -     |
| 1991         | Honda        | 1r                | -                 | -                 |            |            |               |               |               |             | 1     |
| 1992         | Honda        | 1r                | -                 | -                 |            |            |               |               |               |             | 1     |
| Total títols | Total títols | 3                 | 2                 | 0                 | 1          | 1          | 2             | 6             | 1             | 1           | 17    |
|              |              | 5 mundials        | 5 mundials        | 5 mundials        |            |            | 10 estatals   | 10 estatals   | 10 estatals   | 10 estatals |       |

Notes
1. ↑  La classificació consignada a MXDN i Trophée fa referència a la posició final obtinguda per l'equip estatal
2. ↑  Al total de títols s'hi compten tots els campionats estatals i internacionals guanyats, MXDN i Trophée inclosos